# Fédération équestre européenne
La Fédération équestre européenne (en anglais : EEF pour European equestrian federation) est une fédération regroupant les fédérations équestres nationales d'Europe. Elle a été fondée après la réunion des 27 membres initiaux à Warendorf (Allemagne) le 18 février 2010. L'association est chargée de représenter l'intérêt des fédérations européennes auprès de la fédération équestre internationale (FEI) et des institutions européennes.

## Liste des présidents
- Depuis 2010 :  Hanfried Haring

## Fédérations membres
| Pays               | Fédération | Année d'Adhésion |
| ------------------ | ---------- | ---------------- |
| Allemagne          |            | 2010             |
| Autriche           |            | 2010             |
| Belgique           | FRBSE      | 2010             |
| Bulgarie           |            | 2010             |
| Croatie            |            | 2010             |
| Danemark           |            | 2010             |
| Espagne            |            | 2010             |
| Finlande           |            | 2010             |
| France             | FFE        | 2010             |
| Royaume-Uni        |            | 2010             |
| Grèce              |            | 2010             |
| Hongrie            |            | 2010             |
| Irlande            |            | 2010             |
| Israël             |            | 2010             |
| Luxembourg         | FLSE       | 2010             |
| Monaco             | FEPM       | 2010             |
| Norvège            |            | 2010             |
| Pologne            |            | 2010             |
| Pays-Bas           |            | 2010             |
| Portugal           |            | 2010             |
| Russie             |            | 2010             |
| Suisse             | Fnch       | 2010             |
| Slovaquie          |            | 2010             |
| Suède              |            | 2010             |
| République tchèque |            | 2010             |
| Turquie            |            | 2010             |
| Ukraine            |            | 2010             |